# Волкоёган
Волкоёган (устар. Волко-Еган) — река в России, протекает по Нижневартовскому району Ханты-Мансийского АО Устье реки находится в 184 км по правому берегу реки Вах. Длина реки составляет 12 км.

## Данные водного реестра
По данным государственного водного реестра России относится к Верхнеобскому бассейновому округу, водохозяйственный участок реки — Вах, речной подбассейн реки — бассейн притоков (Верхней) Оби от Васюгана до Ваха. Речной бассейн реки — (Верхняя) Обь до впадения Иртыша.
Код объекта в государственном водном реестре — 13011000112115200040647.